# Пара Френкеля

Схематичне зображення двох пар Френкеля в кристалічній ґратці типу NaCl

Пара Френкеля — два точкові дефекти кристалічної ґратки: вакансія та міжвузловий атом, які утворюються одночасно, коли один із атомів вибивається з вузла кристалічної ґратки.
Пари Френкеля здебільшого утворюються при опроміненні кристалів високоенергетичними частинками.
Свою назву пари Френкеля отримали на честь радянського фізика Якова Френкеля.